# Adam Friedrich Pezoldt
Adam Friedrich Pezoldt (auch Adam Friedrich Pezold, * 24. Mai 1679 in Sayda; † 17. Mai 1761 in Leipzig) war ein deutscher Mediziner und Chemiker.

## Leben
Adam Friedrich Pezoldt studierte Medizin und wirkte zunächst als Arzt in Leipzig und später ab 4. November 1722 als Nachfolger von Johann Christoph Scheider als ordentlicher Professor der Chemie an der Universität Leipzig.
Am 27. Januar 1717 wurde Adam Friedrich Pezoldt mit dem akademischen Beinamen Zosimus I. als Mitglied (Matrikel-Nr. 324) in die Leopoldina aufgenommen.

## Schriften
- Disputatio inauguralis medico-practica, De curatione morborum e fundamento. Halae Magdeb. 1709 Digitalisat